# Martin Wørle Johansen
Martin Wørle Johansen (29. februar 1908 — 23. marts 1990), lærer i København, medlem af Modeludvalget for sløjd 1938–1958.
M. Wørle Johansen fik sin sløjdlæreruddannelse fra Dansk Sløjdlærerskole i 1929. Han blev fastansat lærer på Emdrup Skole i København, men flyttede efter en kortere årrække til Hillerødgades Skole, hvor han blev til pensioneringen i 1974.
På Hillerødgades Skole underviste Wørle Johansen i sløjd sammen med Ejvind Juel Hansen (f. 1918), der var på skolen i perioden 1943–1983, og som efterfulgte Wørle Johansen i Modeludvalget (1958-1983).
Da Modeludvalget blev dannet i 1938, blev Wørle Johansen håndplukket (»kongevalgt«) af sløjdinspektør G. Galatius og var et meget aktivt medlem i tyve år, indtil 1958.
Wørle Johansen var en meget produktiv modelkonstruktør, også inden for metalsløjd, som han en årrække underviste i på Dansk Sløjdlærerskole. Han havde også tilknytning til Dansk Husflidsselskab.
Ved Dansk Sløjdlærerskoles 100 års jubilæum 1986 oprettede Wørle Johansen et jubilæumslegat, som hvert år giver renter til et boglegat til en eller flere af skolens kursister.
Wørle Johansen var en stor hjælp for Galatius ved fremstilling af modeller til metalsløjd, og han var medudgiver af flere bøger med tegninger til metalsløjd. Da sløjd blev indført som fag i de københavnske skoler omkring 1895, var der kun tale om træsløjd. Galatius, der var uddannet smed, indledte et samarbejde med Wørle Johansen i 1937 for at udvikle modeller til brug i metalsløjd, men først i 1955 publiceredes de første metalsløjdtegninger i samarbejde med V.L. Rosenbech (1916-1995). Opfølgende modelsamlinger kom i 1956, 1960 og 1961. Disse udgivelser var af Modeludvalget, Københavns kommunale Skolevæsen og Dansk Sløjdlærerskole i samarbejde i 1955-56, men i 1960-61 var det Dansk Sløjdlærerforening, der stod som udgiver. I 1970'erne udsendte Modeludvalget en del metalsløjdmodeller.